# Israel Cohen (scriitor)

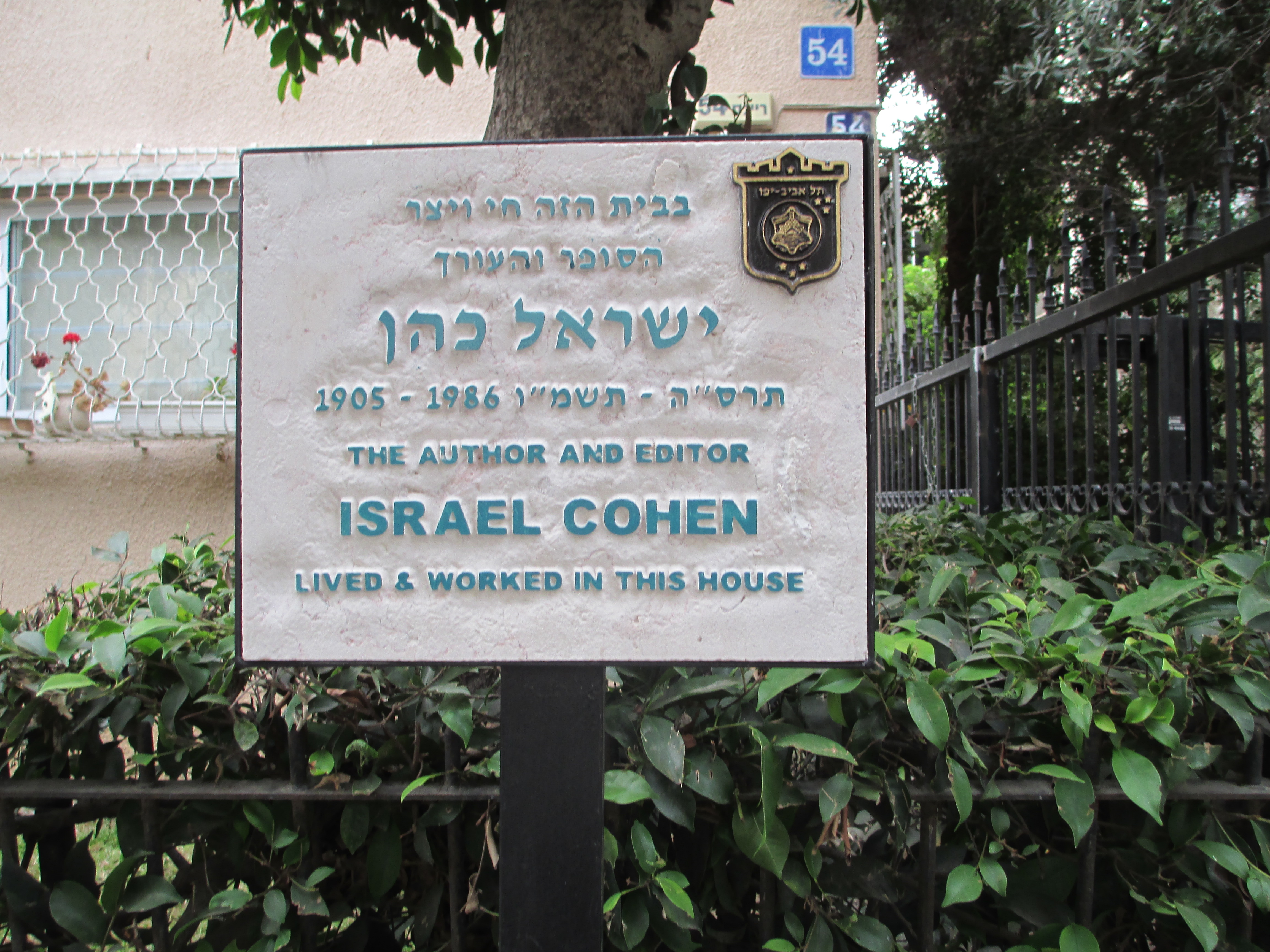
Placă memorială pe casa lui Israel Cohen din Tel Aviv

Israel Cohen (Kahn) (n. 10 iunie 1905, Ulașkivți, Bezirk Czortków⁠(d), Regatul Galiției și Lodomeriei, Austro-Ungaria – d. 25 februarie 1986, Tel Aviv, Israel) a fost un scriitor, eseist, critic literar, traducător și editor israelian născut în Galiția; membru al Comitetului pentru Limba Ebraică și președinte al Asociației Scriitorilor Evrei din Israel. A fost distins cu premiul Brenner (1962) și cu premiul Bialik pentru literatură (1974). A publicat sub pseudonimele „Alșik”, „Y. Ben-Itzhak”, „Y. C. Ma'ayan”, „Koren” și „Magi. 

## Biografie
Cohen s-a născut în localitatea Ulașkivți din regiunea Tarnopol din estul Galiției, în Imperiul Austro-Ungar, în cea de-a doua zi de Șavuot a anului 1905, ca fiu al lui Ițac și Ghitel, fiica lui Mordechai Perlmutter. Tatăl său era măcelar ritual (șoihet), învățător și un apropiat al rabinului hasidic de la Husiatin.
Cohen a studiat la un heder, la o Beit Midraș și într-o școală primară și a absolvit cu onoruri o școală normală din orașul Liov. În timpul Primului Război Mondial orașul a fost distrus, iar el și familia lui au călătorit mult, ajungând într-un sat din Cehia până când bunicul său s-a întors în Galiția în 1918. După ce tatăl său a fost numit măcelar și șoihet la Buceaci, Cohen a început să studieze Tora într-o Beit Midraș și a făcut parte din organizațiile Hashomer Hatzair, Hitachadut și Hehalutz.
La începutul anului 1924 Cohen a fost ales în conducerea organizației Hechalutz din Liov și, împreună cu Dov Ștuk (mai târziu Sadan), a publicat un ziar evreiesc numit Ziarul nostru. Deoarece nu a reușit să obțină un pașaport pentru a emigra în Palestina, a fost nevoit să treacă ilegal granița Poloniei și odată ajuns la Viena a fost ales membru al conducerii centrului Hechalutz din Austria.
Cohen a emigrat în Eretz Israel în 29 octombrie 1925; s-a stabilit mai întâi la Binyamina și apoi s-a mutat la Petah Tikva, făcând parte din grupul „Triunghiul”. Atunci când grupul s-a dizolvat, după doi ani, el a rătăcit prin țară și a lucrat în principal în lucrări de amenajare a teritoriului și în construcții. A fost membru al organizației Hapoel Hatzair și după fuziunea ei cu Ahdut Ha'avoda a devenit membru al Partidului Muncitorilor din Palestina.
În 1930 a fost trimis de organizația Histadrut cu activități în Galiția, Letonia, Austria și România, și a luat parte la Congresul muncitorilor evrei din Berlin. La sfârșitul misiunii sale a devenit membru al grupului Hulda. În 1933 s-a căsătorit cu Zivia, fiica colegului său, Yerachmiel Mordechai Gordon, și a fost ales secretar al Comisiei Culturale a Consiliului Muncitorilor din Rehovot. Din 1934 l-a ajutat pe Yitzhak Lupban să editeze ziarul săptămânal al organizației Mapai Ha-Po'el Hatza'ir, iar în 1948 a fost numit redactor-șef și a deținut acest post până în anul 1970.
Cohen a obținut premiul Brenner în 1962 și apoi, în 1974, a câștigat premiul Bialik pentru cartea Jacob Steinberg: omul și opera. În 1982 el a primit titlul de cetățean de onoare al orașului Tel Aviv.
Cohen a murit în 1986. I-au supraviețuit două fiice: cercetătoarele literare Nurit Govrin și Hagit Halperin.

## Lucrări
- הערכות ובבואות (The Book Distributor, Tel Aviv, 1938)
- יצחק אדוארד זלקינסון: חייו ומפעלו הספרותי (Mesila, Tel Aviv, 1942)[5]
- סנסנה: ראָמאן פון ארץ-ישראל'דיקן לעבן (Unterwegs, Frankfurt, 1948) – roman despre viața în Israel, în limba idiș
- דמות אל דמות (Dvir, Tel Aviv, 1949) – eseuri despre literatură și autorii ebraici[6][7]
- זה לעומת זה: אוצר פתגמים מקבילים אנגליים, גרמניים ועבריים, בצירוף מפתח עברי ומפתח גרמני (Dvir, Tel Aviv, 1954)[8]
- פתחים: מסות (Association of Hebrew Writers, Dvir, Tel Aviv, 1954)[9]
- גשרים: אישים ובעיות בתנועת העבודה (Eynain, Tel Aviv, 1955)
- אישים מן המקרא (Notebooks for Literature, Tel Aviv, 1958)[10][11]
- ניבון אנגלי-עברי: מילון לניבים ולצירופי-לשון אנגליים והקבלותיהם בעברית (împreună cu Adam Richter, Dvir, Tel Aviv, 1959)
- ספר פתגמים מקבילים: אנגליים, גרמניים ועבריים (Seferot Notebooks, Tel Aviv, 1961)[12]
- כתבים (4 volume, Vad, Tel Aviv, 1962)[13]
- מתתיהו שוהם: חייו ויצירתו (Books for Literature, Tel Aviv, 1965)
- אספקלריות (Makor, Ramat Gan, 1968)[14][15][16]
- יעקב שטיינברג: האיש ויצירתו (Dvir, Tel Aviv, 1972)
- סגל חבורה: אנשי חזון ומעשה בתנועת העבודה (Am Oved - Culture and Education, Tel Aviv, 1972)[17]
- פרקי אהרן מגד (Akad, Tel Aviv, 1976)
- כתבים (7 volume, Akad, Tel Aviv, 1976–1977)
- פנים אל פנים (Hahadyo, Tel Aviv, 1979)
- בחביון הספרות העברית: הספרות העברית לאור משנתו של ק.ג. יונג (Akad, Tel Aviv, 1981)
- פסקי טעם: מסות על ספרות וסופרים (Akad, Tel Aviv, 1982)
- מעל במות: דברים שבעל-פה – בכתב (Akad, Tel Aviv, 1982)
- חילופי-מכתבים בין ישראל כהן ובין ש"י עגנון ודוד בן-גוריון (editat de Nurit Govrin, Akad, Tel Aviv, 1985)
- עיונים ותגובות (editat de Nurit Govrin, Akad, Tel Aviv, 1986)

### Traduceri
- Haim Arlosoroff, לשאלת הארגון המשותף (Comitetul Central al „Hapoel Ha’Tsa’ir”, Tel Aviv, 1927)
- Max Nordau, פרדוקסים (împreună cu Dov Sadan, Mitzpe, Ierusalim, 1930)
- Paul Federn și Heinrich Meng (ed.), פסיכואנליזה לעם (The Central Shura Cooperative, Varșovia, 1932)
- Ferdinand Lassalle, יומן נעורים (cu participarea Institutului Bialik, Masada – Lagbolam, Tel Aviv, 1946)
- Gustav Landauer, קריאה לסוציאליזם: המהפכה (Am Oved, Tel Aviv, 1951)
- William Macmahon Ball, לאומיות וקומוניזם במזרח אסיה (Eynain, Tel Aviv, 1954)
- George Douglas Howard Cole, תולדות המחשבה הסוציאליסטית (Eynain, Tel Aviv, 1956)
- מבחר מסות אנגליות: מפרנסיס בייקון עד אלדוס האקסלי (selecție de eseuri, Kibbutz Ha'Uchad, Tel Aviv, 1982)
- Francis Bacon, אטלנטיס החדשה (Kibbutz Ha'Uchad, Tel Aviv, 1986)